# 106P/Schuster
La comète Schuster, officiellement 106P/Schuster, est une comète périodique du système solaire, découverte le 9 octobre 1977 par Hans-Emil Schuster à l'Observatoire européen austral.